# Javier Sánchez-Junco Mans
Javier Sánchez-Junco Mans (Madrid, 29 de desembre de 1957) és un jurista i professor universitari espanyol, que exercí de fiscal anticorrupció especialitzat en delictes econòmics entre 1981 i 2001, i d'advocat penalista a partir de 2001.

## Trajectòria
Nascut a Madrid l'any 1957, el seu pare fou enginyer industrial i tingué amb la seva esposa un total de vuit fills. De família obertament monàrquica, un dels seus germans és José Fernando Sánchez-Junco Mans: president d'honor de Maxam (l'antiga Unió Espanyola d'Explosius), president executiu d'ella durant 25 anys, funcionari del Ministeri d'Indústria d'Espanya (1980-1989) fins al grau de director general, membre del Cercle d'Empresaris, així com patró de la Fundació Princesa de Girona. Estudià la llicenciatura de Dret a la Universitat Complutense de Madrid i es col·legià a l'Il·lustre Col·legi de l'Advocacia de Madrid (ICAM) amb el número 17.958.
Entre 1979 i 1981 estudià amb èxit les oposicions a fiscal. A partir de 1981, i durant vint anys, treballà de fiscal. Inicià la seva trajectòria a la fiscalia del Tribunal Superior de Justícia de Madrid i, posteriorment, a la del Tribunal Superior de Justícia d'Astúries. Posteriorment exercí a la secretaria general tècnica de la Fiscalia General de l'Estat i a del Tribunal Constitucional espanyol. Entre 1996 i 2001 investigà causes sobre delictes econòmics a la Fiscalia Anticorrupció. En aquest darrer període gestionà el cas Banesto que comportà l'empresonament de Mario Conde.
Quan l'any 2001 abandonà les funcions de fiscal, deixant el càrrec en excedència, inicià una nova etapa com a advocat penalista. Amb aquest fi obrí a principis de 2002 el despatx Sánchez-Junco Abogados al barri madrileny del Viso, envoltat d'un equip d'entre vuit i deu lletrats. Des de 2020 esdevingué l'advocat de la Casa Reial espanyola, i més concretament, del rei emèrit d'Espanya, Joan Carles I, en totes aquelles causes obertes en matèria de corrupció. D'aquesta forma substituí a José Manuel Romero Moreno, comte de Fontao, com a advocat de la institució monàrquica en el darrers anys del regnat de Joan Carles I. Al març de 2020 exercí de lletrat de la defensa per l'assumpte dels comptes corrents de Suïssa, al juny per la qüestió dels presumptes delictes fiscals i blanqueig de capitals per comissions d'obra de la línia de l'AVE a La Meca, i al novembre d'aquell mateix any, per les despeses realitzades per la seva família més directe, inclòs ell, mitjançant diverses targetes de crèdit vinculades a comptes corrents opacs. Un mes després, al desembre, el monarca pagà des d'Abu Dabi una declaració tributària «sense requeriment previ» per liquidar un deute de 678.393,72 euros, incloent recàrrecs i interessos, mentre l'advocat reial manifestà en un comunicat oficial que Joan Carles I es trobava, «com sempre», a disposició de la fiscalia «per a qualsevol tràmit o actuació que considerés oportú».
També ha defensat a Javier López Madrid en el cas Bankia, íntim amic del rei Felip VI i a qui la reina Letizia anomenava en missatges com a «compi yogui»; al BBVA en el cas contra Ausbanc, al president de Criteria Caixa, Isidre Fainé, i a Eduardo Arbizu, exresponsable jurídic del BBVA, acusat per l'Audiència Nacional espanyola dels delictes de suborn i revelació de secrets en el cas Villarejo.
Sánchez-Junco és membre de la Fundació per a la Investigació del Dret i l'Empresa (fundació FIDE), que es defineix a si mateixa com «un laboratori d'idees jurídic econòmic que permet conèixer de primera mà les resolucions, normes o qüestions que sorgeixen a diari a l'entorn jurídic-empresarial», i que té diversos llibres publicat per les editorials Bosch i Comares. També treballà de professor del màster de Dret penal econòmic de l'empresa KPMG, del màster d'Accés a l'Advocacia de la Universitat Carles III, de Dret penal a l'ICADE, així com a la Universitat Nacional d'Educació a Distància (UNED) i l'Institut d'Empresa.
Està casat i té un fill, viu en un xalet amb piscina al municipi de Las Rozas de Madrid i algunes de les seva majors aficions són la cuina, el tennis, el golf i la poesia.